# Promised Land (Carolina do Sul)
Promised Land é uma Região censo-designada localizada no estado norte-americano de Carolina do Sul, no Condado de Greenwood.

## Demografia
Segundo o censo norte-americano de 2020, a sua população era de 378 habitantes. Em 2000, foi estimada uma população de 559, um decréscimo de 181 habitantes (-32.4%).

## Geografia
De acordo com o Departamento do Censo dos Estados Unidos tem uma área de 4,04 km², dos quais 4,04 km² cobertos por terra e 0,00 km² cobertos por água.

## Localidades na vizinhança
O diagrama seguinte representa as localidades num raio de 20 km ao redor de Promised Land.